# Protesta de Espira

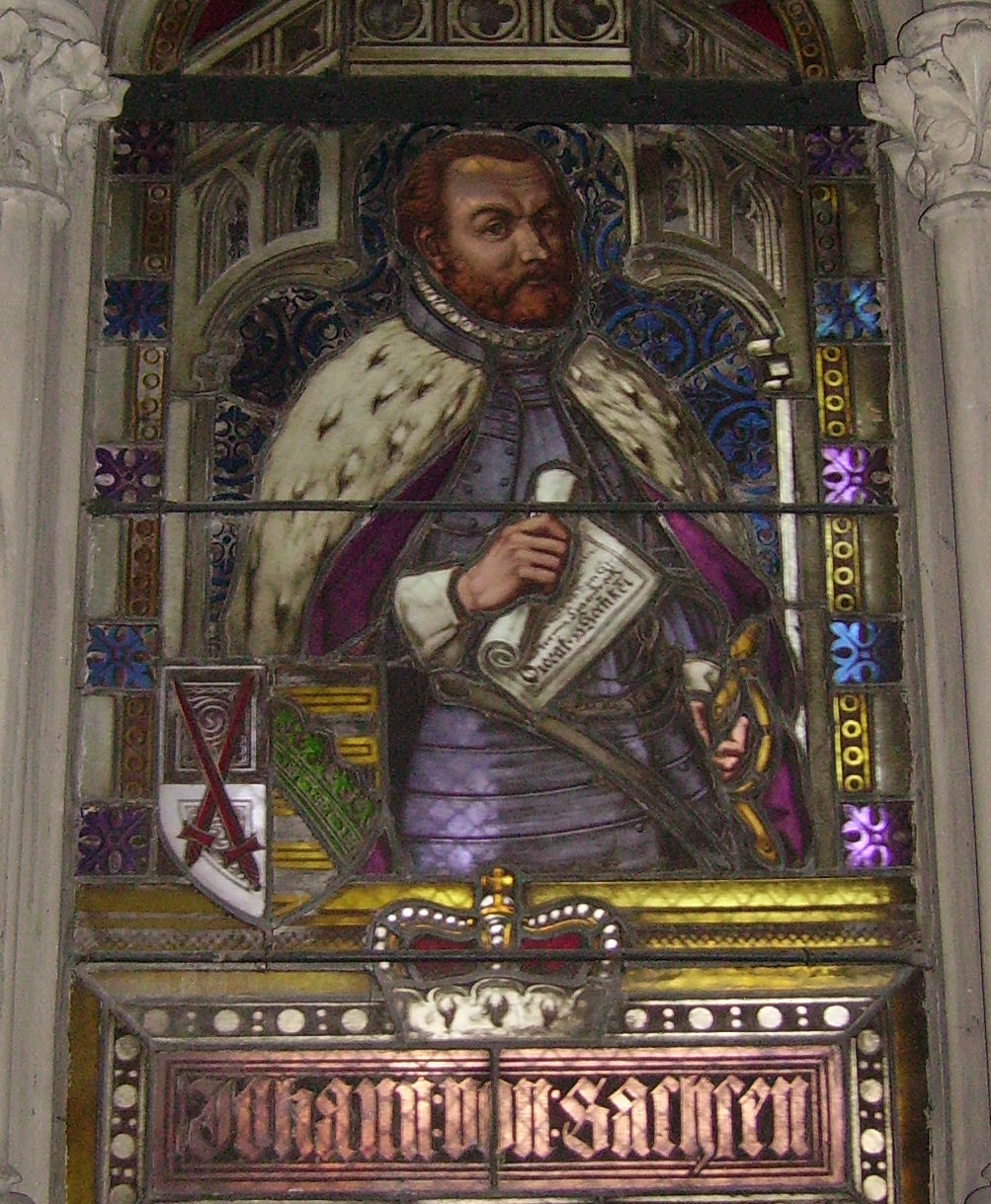
Juan de Sajonia, elector del Sacro Imperio Romano Germánico, uno de los líderes de la Protesta de Espira, por medio de la cual seis príncipes y 14 ciudades libres de Alemania reclamaron la tolerancia religiosa al emperador Carlos V. Imagen de una de las vidrieras de la Iglesia del Recuerdo, en Espira.

La Protesta de Espira —o de Spira o de Speyer, como también se conoce a la ciudad—  es el documento que seis príncipes y catorce ciudades libres alemanas del Sacro Imperio Romano Germánico presentaron el 19 de abril de 1529 para protestar contra el edicto del Emperador Carlos V, que anulaba la tolerancia religiosa que había sido legalmente concedida a los principados alemanes, con el fin de reprimir al movimiento de reforma de la Iglesia católica iniciado por Martín Lutero en 1517. Está considerado como uno de los documentos más importantes del protestantismo, del cual toma su denominación.

## Antecedentes
En 1517 el teólogo y monje católico agustino alemán Martín Lutero, de la universidad de Wittenberg, capital del Ducado de Sajonia, publicó las 95 tesis, cuestionando la autoridad del Papa. Este histórico hecho originó una serie de confrontaciones religiosas entre Lutero y la Santa Sede, en las que se vieron involucrados varios principados y nobles alemanes, así como amplios sectores populares que compartían las propuestas religiosas de Lutero.
En 1521 el Papa León X excomulgó a Lutero y pocos meses después el recién elegido emperador Carlos V (también rey de España) sancionó el Edicto de Worms, declarándolo prófugo y hereje y prohibiendo sus obras en todo el imperio. Pero, pese a la orden imperial, Lutero es protegido por Federico III de Sajonia y otros nobles alemanes, y la reforma religiosa comienza a extenderse, tanto territorialmente como en sus contenidos, a la vez que se radicaliza la confrontación con el Papa. Mientras tanto, en 1522 aparece en Zúrich y se extiende por Suiza una nueva corriente reformadora liderada por el teólogo Ulrico Zuinglio, de la cual se desprende a su vez otra corriente aún más radical que llevará el nombre de anabaptismo.
Entre 1524 y 1525 teólogos y predicadores luteranos y anabaptistas desencadenan la sangrienta Guerra de los campesinos alemanes, duramente reprimida con el resultado de decenas de miles de muertos. A su finalización, varios Estados católicos alemanes formaron la Liga de Dessau para combatir a los evangélicos.

## La Dieta de Espira de 1526
Para entonces los luteranos se habían extendido, mientras que el Sacro Imperio Romano Germánico se veía amenazado por el Imperio Otomano, dirigido por Suleiman Kanuni, que había conquistado Hungría y se preparaba para atacar Austria (el Sitio de Viena ocurre entre el 27 de septiembre a 14 de octubre de 1529, fechas muy posteriores a la segunda Dieta de Espira, efectuada en marzo de 1529). El peligro exterior llevó al emperador Carlos V a buscar una postergación del conflicto religioso interno, y para eso convocó a una reunión de la Dieta Imperial (Reichstag), una asamblea de nobles, laicos y religiosos que tenía funciones legislativas. La Dieta se reunió en Espira en 1526 y resolvió, con el consenso del Rey Fernando I enviado por Carlos V, que "cada Estado deberá vivir, gobernar y creer como desee y confíe, respondiendo ante Dios y su Majestad Imperial". Se trataba de un armisticio religioso, durante el cual quedaba suspendido el Edicto de Worms, que prohibía el luteranismo. 
La decisión de la Dieta de Espira de 1526 fue utilizada por los príncipes luteranos para expandir aún más el nuevo movimiento religioso. Inmediatamente después de la Dieta, el Landgraviato de Hesse y el Electorado de Sajonia forman la Liga de Torgau, y al año siguiente el príncipe elector Juan de Sajonia establece oficialmente la Iglesia Luterana y asume como primer obispo de la misma. En los tres años siguientes, la mayor parte del norte de Alemania adoptó las ideas de Lutero, con excepción del margraviato de Brandeburgo, el ducado albertino de Sajonia-Meissen y el ducado de Brunswick-Wolfenbüttel.

## La Dieta de Espira de 1529
En 1529 Carlos V volvió a convocar a la Dieta Imperial en Espira, esta vez con la intención de dejar sin efecto la tregua de 1526 y restablecer plenamente el Edicto de Worms para combatir definitivamente al luteranismo y obligar a los príncipes a imponer el catolicismo en el Sacro Imperio Romano Germánico.
Al igual que en 1526, el Emperador Carlos V no pudo acudir a Espira y envió en su representación a su hermano el rey Fernando I. Tampoco asistió Lutero, a quien Carlos V había considerado hereje y puesto fuera de la ley mediante el Edicto de Worms, pero sí se presentaron varios de sus principales seguidores, en particular el teólogo Philipp Melanchthon, que participó como acompañante de Juan de Sajonia.
En la apertura de la Dieta, el 15 de marzo, Fernando anunció la decisión del emperador de restablecer plenamente el Edicto de Worms, diciendo: 

Aquellos que hasta ahora cumplieron con el Edicto de Worms continuarán haciéndolo. En las áreas donde haya habido desviaciones no habrá nuevos desarrollos y nadie podrá rehusarse a la misa. Finalmente, las sectas que contradigan el sacramento del verdadero cuerpo y sangre (en referencia a los zwinglianos suizos), no serán tolerados en absoluto, no más que los anabaptistas.

El 19 de abril, la mayoría de los miembros de la Dieta aprobaron la decisión imperial de revocar la decisión de 1526. A los luteranos se les dijo que tenían que aceptar la decisión de la mayoría. Pero la decisión imperial significaba encerrar la reforma luterana dentro de los límites de Sajonia, con el fin de preparar su aniquilación. En ese punto, los príncipes luteranos abandonaron el salón para debatir la posición a adoptar. La idea general era que la Dieta de 1526 había establecido la tolerancia religiosa y que debía ser mantenida. "En asuntos de conciencia, la mayoría no tiene poder", fue el principio en el que se basó la posición de los luteranos.  
Al volver a la Dieta, Fernando rehusó escucharlos. Por esa razón, los príncipes escribieron una Protesta y la leyeron. Fernando rechazó la postura de los príncipes disidentes y demandó que debían "aceptar y obedecer la decisión".
Al día siguiente, los luteranos presentaron la Carta de Protesta, en la que sostenían que la autoridad secular no podía imponer su autoridad en materia de fe. El rey se negó a recibir la carta, pero la misma fue impresa y difundida públicamente.

## La Protesta
Los seis "príncipes" que firmaron la Carta de Protesta fueron:
- Juan de Sajonia, príncipe elector del Electorado de Sajonia
- Felipe I de Hesse, el Magnánimo, landgrave de Hesse
- Ernesto I de Brunswick-Luneburgo, duque de Luneburgo-Celle.
- Francisco de Brunswick-Luneburgo, duque de Gifhorn
- Jorge de Brandeburgo-Ansbach, margrave del Brandeburgo-Ansbach
- Wolfgang de Ascania, príncipe de Anhalt-Köthen

Las 14 ciudades imperiales libres que suscribieron la Protesta fueron:
1. Estrasburgo
2. Augsburgo
3. Ulm
4. Constanza
5. Lindau
6. Memmingen
7. Kempten
8. Nördlingen
9. Heilbronn
10. Reutlingen
11. Isny
12. San Gall
13. Wissembourg
14. Windsheim

Las dos ciudades que retiraron su apoyo inicial fueron:
1. Colonia
2. Fráncfort del Meno

El texto de la histórica protesta comienza diciendo:

Protestamos por medio de este manifiesto, ante Dios, nuestro único Creador, Conservador, Redentor y Salvador, y que un día será nuestro Juez, como también ante todos los hombres y todas las criaturas, y hacemos presente, que nosotros, en nuestro nombre, y por nuestro pueblo, no daremos nuestro consentimiento ni nuestra adhesión de manera alguna al propuesto decreto, en todo aquello que sea contrario a Dios, a su santa Palabra, a los derechos de nuestra conciencia, y a la salvación de nuestras almas.

La Dieta tuvo su última reunión el 24 de abril, y la decisión oficial fue leída una vez más, sin ninguna alusión a la protesta luterana. En respuesta, los príncipes y delegados de ciudades luteranos se reunieron el día 25 y redactaron un Instrumento de Apelación, en el que reiteraron sus objeciones. Esta última es la que se considera la fecha y el texto de la Protesta. Ese mismo día, el electorado de Sajonia, Hesse y las ciudades de Estrasburgo, Ulm y Núremberg se comprometieron secretamente a sellar un tratado defensivo en caso de ser atacados por el emperador o alguno de los Estados católicos.

## Acontecimientos posteriores

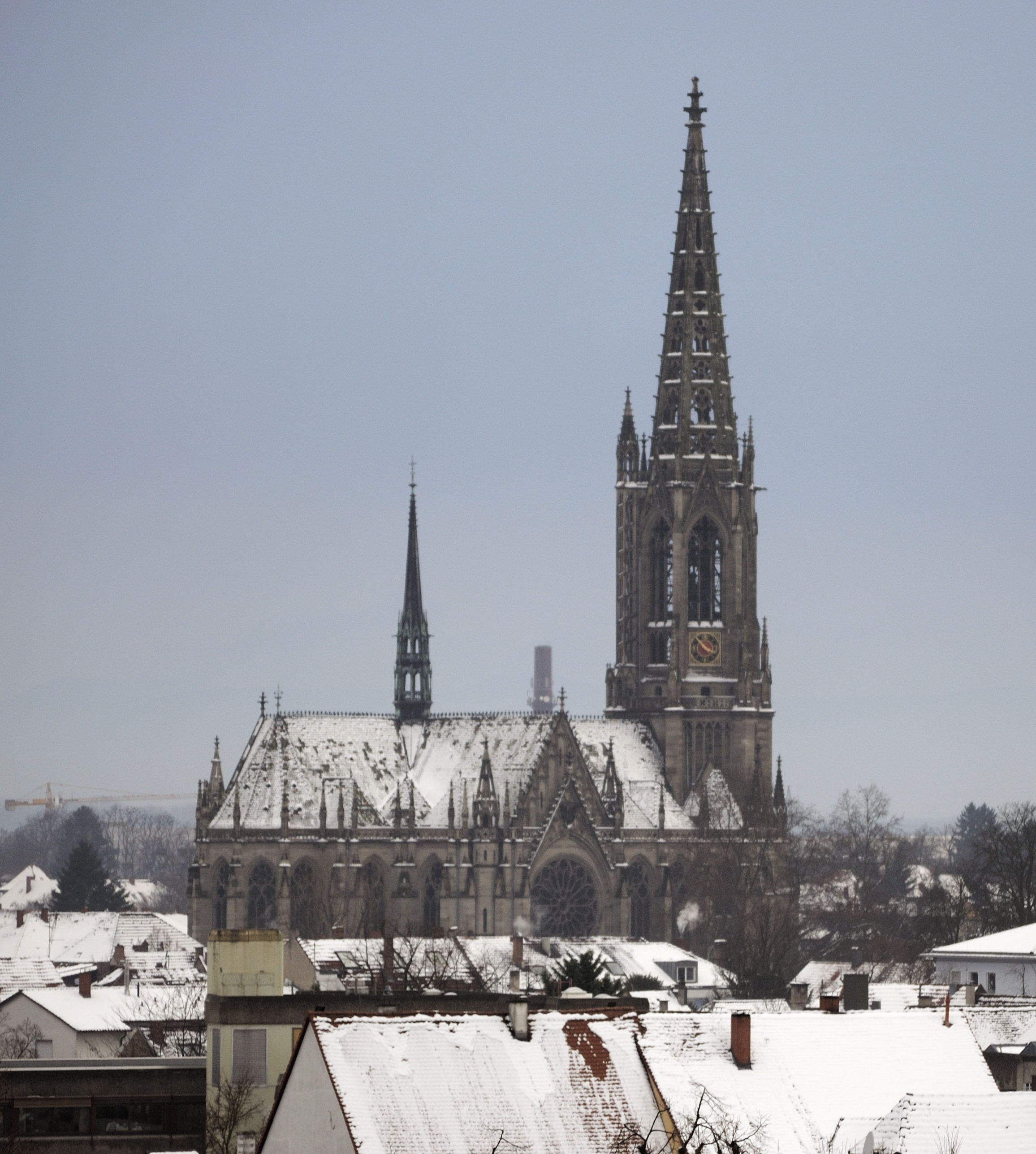
Iglesia del Recuerdo de la Protesta, en Espira, construida entre 1893 y 1904.

Luego de la Protesta de Espira, Lutero y Zuinglio, líderes de las dos grandes corrientes reformistas con sede en Wittemberg y Zúrich, respectivamente, se encontraron en Marburgo en 1529, donde precisaron sus coincidencias y diferencias (Disputa de Marburgo). Casi simultáneamente, el emperador convocó a una nueva Dieta en Augsburgo donde los luteranos presentaron las importantes Confesiones de Augsburgo, redactadas por Philipp Melanchthon, considerado uno de los textos básicos del protestantismo y parte del Liber Concordiae luterano. En 1531 los Estados luteranos formaron la Liga de Esmalcalda, que llegará a enfrentarse en dos guerras contra el emperador Carlos V, en la Guerra de Esmalcalda (1546-1547), favorable al imperio, y la Guerra de los Príncipes (1552-1555), favorable a los protestantes, que finalizó con la Paz de Augsburgo, que dividió el Imperio en dos confesiones cristianas (luterana y católica) y otorgó a los príncipes alemanes la capacidad de elegir la confesión a practicar en sus Estados.  
Mientras tanto, en 1529 había comenzado la separación política de la Iglesia de Inglaterra bajo el liderazgo de Enrique VIII, separación que se completaría en 1536 incorporando a Inglaterra al movimiento reformador. En la misma década, el francés Juan Calvino se instaló en Ginebra y desde allí las ideas protestantes se difundieron por Escocia, Hungría y Alemania. 
A lo largo del siglo XVI creció la división religiosa de los Estados del Sacro Imperio hasta que estalló la Guerra de los Treinta Años (1618-1648), una de las más sangrientas de la historia, en la que se involucró toda Europa y finalizó con la Paz de Westfalia, que marcó el nacimiento del orden internacional moderno basado en el Estado-nación. Los Estados alemanes se fragmentaron en más de 300 entidades autónomas. Al finalizar las guerras Napoleónicas se creó la Confederación Germánica en 1815. Iniciándose con la guerra austro-prusiana un proceso de unificación que culminaría en 1871, con el Imperio Alemán. Después de la guerra franco-prusiana.
Con la fundación del Imperio Alemán en 1871, tomó cuerpo el proyecto de construir una iglesia en recuerdo de la Protesta de Espira. La construcción de la misma comenzó en 1893 y finalizó en 1904.